# Evelyn Pruitt
Pour les articles homonymes, voir Pruitt.
Evelyn Lord Pruitt, née à San Francisco le 25 avril 1918 et morte à Arlington le 19 janvier 2000, est une géographe américaine. Elle est l'inventrice du terme anglais « remote sensing ». Son travail au sein du Service géographique de l'armée des États-Unis a permis le développement de la télédétection pendant la période 1940-1970. 

## Biographie
Pruitt naît à San Francisco le 25 avril 1918. Elle est diplômée de l'université de Californie à Los Angeles, où elle obtient un master en géographie. 
Elle s'installe près de Washington dans les années 1950 et commence à travailler dans l'armée. Elle devient ensuite directrice des programmes géographiques du Bureau de recherche navale (à la Navy). Elle organise et dirige le programme côtier naval, dans lequel elle porte une attention particulière aux environnements côtiers critiques tout autour du monde. En 1960, elle définit le concept de « remote sensing » (qui est traduit en français par « télédétection ») comme étant à la fois l'art et la technique permettant d'identifier et mesurer à distance des objets à la surface de la Terre. Après avoir travaillé dans l'armée américaine pendant 25 ans, Evelyn Pruitt prend sa retraite en 1973.
Pruitt reste après sa retraite consultante du Corps du génie de l'Armée et membre du Groupe d'études sur l’érosion côtière de l'armée. Elle participe à la création de l'Institut d'études côtières à l'université d'État de Louisiane. Elle est également tout ce temps professeure permanente à l'université de Californie à Los Angeles.
Elle est la première présidente de la Société Côtière, trésorière de la Society of Woman Geographers et éditrice de l'association des Géographes Américains Professionnels.  
Elle meurt d'une pneumonie le 19 janvier 2000 à l'Hôpital Communautaire de Virginie du Nord, dans le Comté d'Arlington.

## Distinctions
En 1972, Evelyn Pruitt reçoit une citation pour ses contributions à la géographie par l'Association Américaine des Géographes (AAG).
En 1973, elle est la femme scientifique la plus haut gradée dans la Navy, qui la récompense la même année par le Superior Civilian Service Award.
En 1981, Pruitt reçoit le Outstanding Achievement Award de la Society of Woman Geographers. 
En 1983, elle reçoit un doctorat honoraire de l'université d'État de Louisiane en récompense de son travail en géographie.
En 1984, elle reçoit la James R. Anderson Medal of Honor in Applied Geography de l'AAG,.

## Hommage
La Society of Woman Geographers a créé une Pruitt Dissertation Fellowships à destination des jeunes chercheuses américaines et canadiennes.

## Publications
- Naval Arctic Operators Handbook, 1948
- Avec Fred Kniffen et Richard Russell : Culture Worlds, 1961.